# Grote katmaki
De grote katmaki (Cheirogaleus major) is een nachtactieve halfaap uit de familie van de dwergmaki's (Cheirogaleidae). De wetenschappelijke naam van de soort werd voor het eerst geldig gepubliceerd door Étienne Geoffroy Saint-Hilaire in 1812. De soort is endemisch op Madagaskar.

## Taxonomie
De wetenschappelijke naam van de soort werd voor het eerst geldig gepubliceerd door Étienne Geoffroy Saint-Hilaire in 1812. Het dier werd in dezelfde periode ontdekt als de kleinere vetstaartkatmaki. Derhalve kreeg de grote katmaki de soortnaam Cheirogaleus major en de vetstaartkatmaki Cheirogaleus medius. Pas rond het begin van de 21e eeuw werd duidelijk dat er onjuistheden bestonden in de classificatie van eerder bestudeerde katmaki's. De dieren die eerder als Cheirogaleus ravus (Groves, 2000) benoemd waren, horen volgens Groeneveld et al. (2009) bij de soort Cheirogaleus major.

## Beschrijving
De grote katmaki is de grootste soort van het geslacht Cheirogaleus. Een volwassen grote katmaki weegt 250 tot 600 gram, afhankelijk van het seizoen. De gemiddelde kop-romplengte is 23 tot 25 centimeter en de gemiddelde staartlengte 25 tot 28 centimeter. De totale lengte is dus 50 tot 55 centimeter. Het dier heeft meestal een horizontaal postuur.

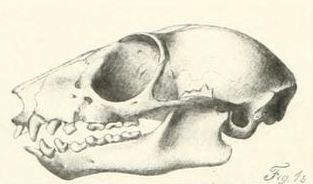
Schedel van de grote katmaki

De vacht is kort en dichtbehaard. De onderste delen van de grote katmaki zijn gebroken wit, de bovenste delen en staart roodbruin tot bruin. De kop is meestal nog wat roder. Het gezicht is wat lichter. De snuit is donkerder, vrij groot en vlezig en de ogen zijn zwart omringd. De oren zijn donker en naakt of zeer spaarzaam behaard.
De schedel lijkt sterk op die van C. crossleyi, maar is groter en minder afgeplat. De kiezen zijn zeer groot.

## Leefwijze
De grote katmaki slaapt overdag in kleine groepen in boomholtes of provisorische nesten. Hij is uitsluitend in de nacht actief en foerageert dan alleen of in kleine groepen. Ze gaan op elke hoogte in het bos op zoek naar voedsel, van de grond tot de boomkruinen. De grote katmaki eet voornamelijk nectar en rijp fruit, maar ook jonge bladeren, knoppen en af en toe insecten. Als hij nectar drinkt, laat hij de bloemen heel, wat vrij uniek is onder lemuren. Waarschijnlijk is de grote katmaki de voornaamste bestuiver voor lianen als de Strongylodon craveniae.
Van oktober tot juli slaat de grote katmaki vet op in zijn staart, die dan tot 30 procent van zijn totaalgewicht kan beslaan. De grote katmaki bereikt zo een gewicht van ongeveer 600 gram. In de periode tussen juli tot september houdt de grote katmaki zijn winterslaap, in deze periode teert hij op zijn reserves en zijn gewicht daalt dan tot ongeveer 250 gram.

### Voortplanting
Kort na deze winterslaap is het paarseizoen, van eind oktober tot begin november. Grote groepen komen dan bij elkaar en maken veel lawaai. Waarschijnlijk zijn dit voornamelijk mannetjes die indruk willen maken op de wijfjes en andere mannetjes willen imponeren. Het vrouwtje maakt een nest van bladeren en twijgen op een hoogte tussen de 6 en 12 meter. Na een draagtijd van ongeveer 70 dagen worden twee à drie jongen geboren. Kort na de geboorte worden de jongen in de bek van de moeder gedragen, later houden ze zich vast aan haar rug. Na een maand gaan de jongen zelf op zoek naar voedsel, zoals zacht fruit.

### Communicatie
De grote katmaki maakt op het paarseizoen na weinig geluid. Jonge katmaki's maken soms een hoog piepgeluid om contact te maken met de moeder. Volwassen grote katmaki's maken een zeer hoogfrequent fluitgeluid om op grotere afstanden te communiceren. Als het dier gealarmeerd is of bedreigd wordt laat het een hoog en krachtig gromgeluid horen.

## Verspreiding en leefgebied
De grote katmaki komt voornamelijk voor in het oosten van Madagaskar en heeft een voorkeur voor laaglandbossen. Hij komt ook voor in een groot aantal andere typen bossen, zoals subtropische bossen, gedegradeerde bossen, droge loofbossen en koffie- en lycheeplantages. Door de recente wijzigingen in de taxonomie zijn exacte gebieden onzeker te bepalen. De grote katmaki komt in ieder geval voor van Sambava in het noorden tot het Nationaal park Andohahela in het zuiden. In het westen van Madagaskar komt de grote katmaki voor in de buurt van de rivier Manambolo en in het Bongolava-massief.
In het regenseizoen van november tot april laat de grote katmaki zich vaak zien in de Nationale parken Masoala, Marojejy en Ranomafana.

### Bedreiging
De voornaamste natuurlijke vijanden van de grote katmaki zijn de fretkat, de ringstaartmangoest en grote slangen, zoals de madagaskar-hondskopboa. Deze dieren zijn in staat om slapende katmaki's uit hun slaapplaatsen te trekken. De voornaamste bedreiging is vermindering van leefgebied door brandlandbouw.
Toch is de grote katmaki een talrijke soort in Madagaskar, aantallen tussen de 59 en 110 exemplaren zijn geteld per vierkante kilometer. Maar door de recente taxonomische wijzigingen moet nog onderzocht worden hoe de bedreiging precies geklasseerd moet worden. In 2014 is de bedreigingsstatus van de grote katmaki daarom als 'onzeker' opgenomen op de Rode Lijst van de IUCN.